# Dirk Jäger
Dirk Jäger (* 1. August 1964 in Mainz) ist ein deutscher Onkologe und geschäftsführender Direktor des Nationalen Centrums für Tumorerkrankungen (NCT) in Heidelberg. Als ärztlicher Direktor leitet er zudem die Abteilung Medizinische Onkologie, womit er für den gesamten klinischen Bereich des NCT verantwortlich ist. Darüber hinaus ist Jäger Leiter der Klinischen Kooperationseinheit Angewandte Tumor-Immunität am Deutschen Krebsforschungszentrum (DKFZ) in Heidelberg. Zudem ist Jäger Mitglied des wissenschaftlichen Beirats des Biotechnologieunternehmens CureVac.

## Werdegang
Nach dem Besuch der Carlo-Mierendorff-Schule (Grundschule) in Mainz-Kostheim ging Jäger auf das altsprachlich ausgerichtete Rabanus-Maurus-Gymnasium in Mainz. Nach dem Abitur 1983 studierte er von 1985 bis 1991 Medizin in Lübeck und Freiburg. Am Städtischen Klinikum Karlsruhe absolvierte er von 1990 bis 1991 sein praktisches Jahr. 1991 wurde er an der Albert-Ludwigs-Universität Freiburg bei Eduard Farthmann über das Dissertationsthema Das Phänomen der Translokation von Bakterien und Bakterienprodukten nach Koloskopien promoviert. Von 1992 bis 1993 war er unter Jürgen Schölmerich an der Medizinischen Klinik I der Universität Regensburg Arzt im Praktikum. Von 1993 bis 1995 war Jäger unter Thomas Poralla Assistenzarzt in der Medizinischen Klinik, des Berliner St. Joseph Krankenhauses. Als Funktionsoberarzt war er von 1995 bis 1998 an der II. Medizinischen Klinik des Frankfurter Krankenhaus Nordwest. 1998 schloss er die Facharztprüfung für Innere Medizin erfolgreich ab. Danach erhielt er ein zweijähriges Forschungsstipendium am Cancer Research Institute in New York City. Sein Forschungsschwerpunkt war dort die Identifizierung neuer Tumorantigene in Mammakarzinomen und Melanomen. Von 2000 bis 2003 war Jäger als Oberarzt an der II. Medizinischen Klinik, Hämatologie-Onkologie im Krankenhaus Nordwest unter Alexander Knuth beschäftigt. 2003 schloss er das Habilitationsverfahren im Fach Innere Medizin an der Universitätsklinik Mainz ab. Im selben Jahr erhielt er die Anerkennung der Schwerpunktbezeichnung Hämatologie und Internistische Onkologie. Danach arbeitete Jäger bis 2005 als Leitender Oberarzt an der Klinik und Poliklinik für Onkologie am Universitätsspital Zürich. Am 1. Juli 2005 ging er dann als Direktor der Abteilung für Medizinische Onkologie ans Nationale Centrum für Tumorerkrankungen in Heidelberg.

## Sonstiges
Jägers Schwester Elke Jäger ist Chefärztin der Klinik für Onkologie und Hämatologie am Krankenhaus Nordwest in Frankfurt am Main.

## Publikationen (Auswahl)
- J. N. Kather, N. Halama, D. Jaeger: Genomics and emerging biomarkers for immunotherapy of colorectal cancer. In: Seminars in cancer biology. Band 52, Pt 210 2018, S. 189–197, doi:10.1016/j.semcancer.2018.02.010, PMID 29501787 (Review).
- mit Stefanie Zschäbitz: Harnblasenkarzinom beim alten und geriatrischen Patienten. In: Matthias Ebert, Nicolai Härtel, Ulrich Wedding: Geriatrische Onkologie. Springer-Verlag, 2018, ISBN 978-3-662-48727-3, S. 461–472 (eingeschränkte Vorschau in der Google-Buchsuche)
- I. Zörnig, N. Halama, J. Lorenzo Bermejo, C. Ziegelmeier, E. Dickes, A. Migdoll, I. Kaiser, T. Waterboer, M. Pawlita, N. Grabe, S. Ugurel, D. Schadendorf, C. Falk, S. B. Eichmüller, D. Jäger: Prognostic significance of spontaneous antibody responses against tumor-associated antigens in malignant melanoma patients. In: International Journal of Cancer. Band 136, Nummer 1, Januar 2015, S. 138–151, doi:10.1002/ijc.28980, PMID 24839182.
- N. Halama, I. Zoernig, A. Berthel, C. Kahlert, F. Klupp, M. Suarez-Carmona, T. Suetterlin, K. Brand, J. Krauss, F. Lasitschka, T. Lerchl, C. Luckner-Minden, A. Ulrich, M. Koch, J. Weitz, M. Schneider, M. W. Buechler, L. Zitvogel, T. Herrmann, A. Benner, C. Kunz, S. Luecke, C. Springfeld, N. Grabe, C. S. Falk, D. Jaeger: Tumoral Immune Cell Exploitation in Colorectal Cancer Metastases Can Be Targeted Effectively by Anti-CCR5 Therapy in Cancer Patients. In: Cancer cell. Band 29, Nummer 4, April 2016, S. 587–601, doi:10.1016/j.ccell.2016.03.005, PMID 27070705.

## Auszeichnungen
- Rose-Marie-Finnell Memorial Fellowship for Breast Cancer Research, 1998
- AVON Award for breast cancer research, Cancer Research Institute, 2001
- Investigators Award, Cancer Research Institute,  2006